# Black Lace
Black Lace is een Britse band, bekend door hits als The Music Man, Agadoo en Superman.
De groepsleden waren Alan Barton (16 september 1953 - 23 maart 1995), Terry Dobson, Colin Routh (geboren 8 september 1953) en Steve Scholey.
Ze vertegenwoordigden het Verenigd Koninkrijk op het Eurovisiesongfestival 1979 in Jeruzalem met het nummer Mary-Ann en eindigden 7de. Eerst hadden ze de voorronde A Song for Europe op hun naam geschreven.

## Bezetting
Huidige leden
- Colin Gibb (Original Black Lace)
- Craig Harper (Black Lace Conga Party)
- Phil Temple (Black Lace Conga Party)

Voormalige leden
- Alan Barton (d. 1995) – gitaar, lead- en achtergrondzang (1973–1987)
- Terry Dobson – drums, achtergrondzang (1973–1981)
- Ian Howarth – leadgitaar, basgitaar (1973–1974)
- Steve Scholey – leadzang (1973–1981)
- Dean Michael – leadzang (1987–1991)
- Rob Hopcraft (d. 2020) – leadzang (1991–2000)

## Discografie

### Albums
- 1984: Black Lace
- 1984: Party Party – 16 Great Party Icebreakers (VK No. 4)
- 1985: Party Party 2 (VK No. 18)
- 1986: Party Crazy (VK No. 58)
- 1987: 16 Greatest Party Hits
- 1990: 20 All Time Party Favourites
- 1993: Action Party
- 1995: Saturday Night
- 1997: Greatest Hits
- 1998: What a Party
- 2000: Black Lace's Greatest Ever Party Album
- 2006: Black Lace: Greatest Hits
- 2010: The Blue Album – Verboden in het Verenigd Koninkrijk [wereldwijde verspreiding]
- 2013: The Blue Album – Verboden in het Verenigd Koninkrijk - 'heruitgave' [wereldwijde distributie]
- 2014: Black Lace 'Live Beach Party' (beperkte uitgave)
- 2023: The Party Album (24 All Time Party Favourites)

### Singles
| 1979 | Mary Ann                                                                                    | —  | —    | 19                                     | — | — | 42 |   |   |   |
| 1979 | So Long Suzi Baby                                                                           | —  | —    | —                                      | — | — | —  |   |   |   |
| 1980 | Hey Hey Jock McRay (alleen in Denemarken)                                                   | —  | —    | —                                      | — | — | —  |   |   |   |
| 1982 | Birds Dance (aka The Birdie Song) (als 'Buzby')                                             | —  | —    | —                                      | — | — | —  |   |   |   |
| 1983 | Superman (Gioca Jouer)                                                                      | —  | —    | 25                                     | — | — | 9  |   |   |   |
| 1983 | Hey You                                                                                     | —  | —    | —                                      | — | — | —  |   |   |   |
| 1984 | Agadoo                                                                                      | 16 | 48   | 5                                      | 9 | 3 | 2  |   |   |   |
| 1984 | Do the Conga                                                                                | —  | —    | 12                                     | — | — | 10 |   |   |   |
| 1985 | El Vino Collapso                                                                            | —  | —    | —                                      | — | — | 42 |   |   |   |
| 1985 | I Speaka da Lingo                                                                           | —  | —    | —                                      | — | — | 49 |   |   |   |
| 1985 | Hokey Cokey                                                                                 | —  | —    | —                                      | — | — | 31 |   |   |   |
| 1986 | Viva la Mexico                                                                              | —  | —    | —                                      | — | — | 79 |   |   |   |
| 1986 | Wig-Wam Bam                                                                                 | —  | —    | —                                      | — | — | 63 |   |   |   |
| 1989 | I Am the Music Man                                                                          | —  | —    | —                                      | — | — | 52 |   |   |   |
| 1990 | Gang Bang                                                                                   | —  | —    | —                                      | — | — | 90 |   |   |   |
| 1990 | Jammin' the 60's (als 'Barracuda')                                                          | —  | —    | —                                      | — | — | —  |   |   |   |
| 1992 | Penny Arcade                                                                                | —  | —    | —                                      | — | — | —  |   |   |   |
| 1994 | Bullsh*t (Cotton-Eyed Joe)                                                                  | —  | —    | —                                      | — | — | 83 |   |   |   |
| 1996 | The Electric Slide (met The Electric Boogie Line Dance)                                     | —  | —    | —                                      | — | — | 83 |   |   |   |
| 1997 | Macarena                                                                                    | —  | —    | —                                      | — | — | —  |   |   |   |
| 1998 | Agadoo (106 Dance Mix) (heropname)                                                          | —  | —    | —                                      | — | — | 64 |   |   |   |
| 2000 | Follow the Leader                                                                           | —  | —    | —                                      | — | — | —  |   |   |   |
| 2009 | Mega-Mega Mix (alleen in Spanje)                                                            |    | 2015 | Agadoo 2015 (Crisp Mix) (Dene Michael) | — | — | —  | — | — | — |
| 2009 | Agadoo (The Space Mix)                                                                      | —  | 2015 | —                                      | — | — | —  | — |   |   |
| 2009 | "—" geeft publicaties aan die niet in de hitlijsten zijn opgenomen of niet zijn uitgebracht |    |      |                                        |   |   |    |   |   |   |